# Rymanów
Rymanów é um município da Polônia, na voivodia da Subcarpácia e no condado de Krosno. Estende-se por uma área de 12,39 km², com 3 792 habitantes, segundo os censos de 2017, com uma densidade de 306,1 hab/km².